# Alison Valerie Kellow
Alison Valerie Kellow (1969) es una botánica, y profesora neozelandesa. Fue profesora adjunta en "Ciencias Biológicas" de la Universidad de Adelaida, y en la actualidad de la Universidad La Trobe.

## Algunas publicaciones
- alison v. Kellow, glen k. McDonald, angela m. Corrie, robyn van Heeswijck. 2002. In vitro assessment of grapevine resistance to two populations of phylloxera from Australian vineyards. Austral. Soc. of Viticulture and Oenology 8: 109-116

- ---------------------. 2000. A Study of the Interaction Between Susceptible and Resistant Grapevines and Phylloxera. Ed. Adelaide Univ. Dep. of Horticulture, Viticulture & Oenology, 366 pp.

- ---------------------, angela m. Corrie, robyn van Heeswijck. 1999. Surface Sterilisation of Phylloxera Eggs for Investigating Grapevine-Phylloxera Interactions in Tissue Culture. Austral. J. of Grape and Wine Res. 5: 27-28

- La abreviatura «Kellow» se emplea para indicar a Alison Valerie Kellow como autoridad en la descripción y clasificación científica de los vegetales.[2]